# 北门 (苏州)
北门从名字上看应指苏州的一个城门，但历史上并无这个城门，不过这个词语不乏使用。

## 相关使用
苏州汽车北站改建后曾改名为“苏州北门汽车客运站”，引起了较大的争议，很多苏州市民认为这个名字显得很没文化，而且会误导乘客，历史专家也对此提出批评。苏州汽车客运集团有限公司称是为了与苏州南门汽车客运站相对应，不过并未得到社会各界认同，于是改名为“苏州汽车客运北站”。
以上海为代表的吴语区有时会将苏北人称为“苏州北门人”，更多的情况是指自称籍贯为苏州而不会说吴语的，这种称呼一般认为具有嘲讽性质，或者是为了避免使用贬义明显的“江北人”一词。